# Az Egyesült Nemzetek Szervezete főtitkárainak listája

## AzENSZfőtitkárainak listája

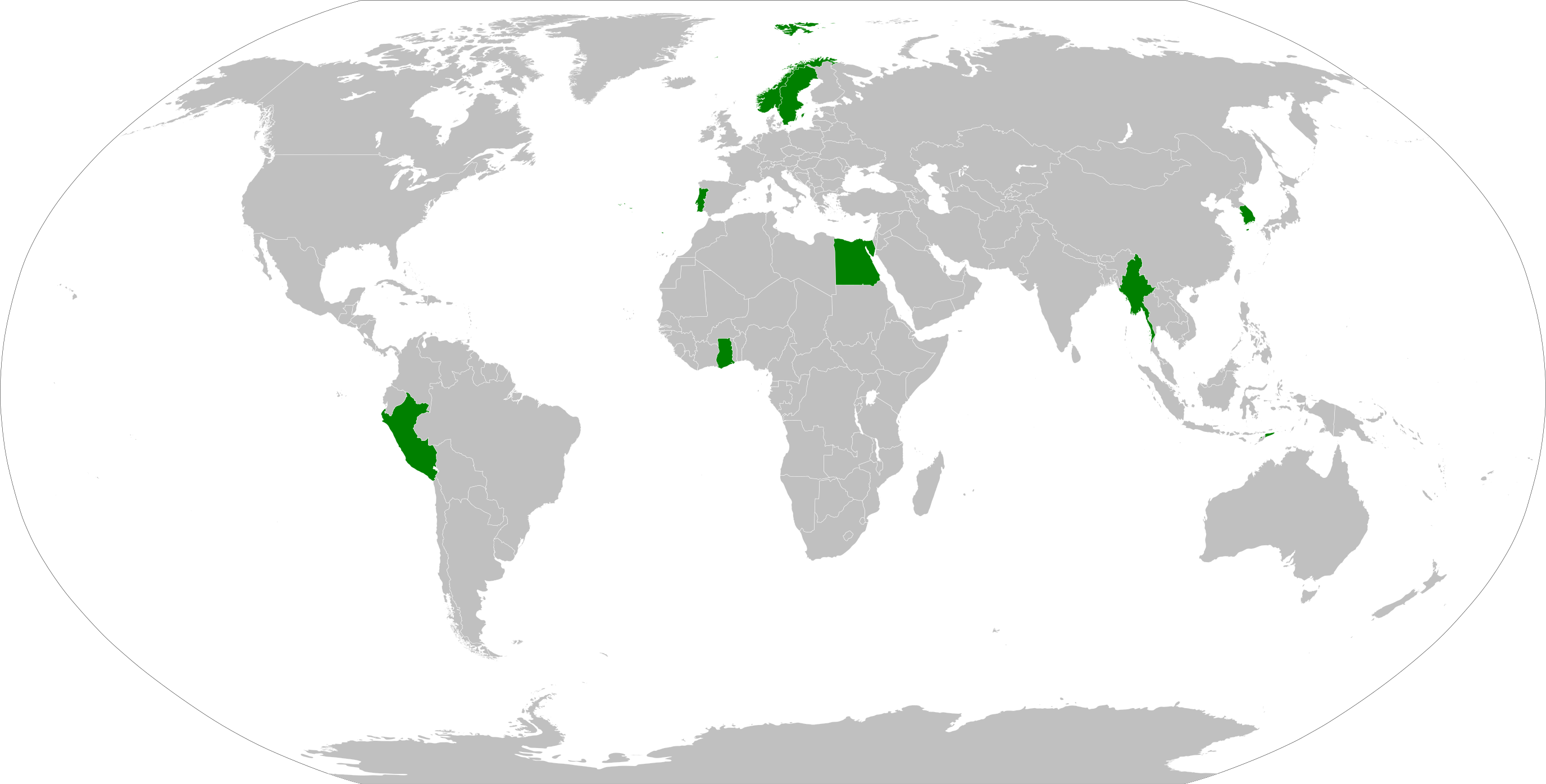
Az ENSZ főtitkárainak származási országai

| # | Kép                                                      | Főtitkár                            | Hivatalban         | Hivatalban           | Ország             | ENSZ Csoport                                      | Főtitkárhelyettesek                                   |
| - | -------------------------------------------------------- | ----------------------------------- | ------------------ | -------------------- | ------------------ | ------------------------------------------------- | ----------------------------------------------------- |
| - |                                                          | Gladwyn Jebb (1900–1996)            | 1945. október 24.  | 1946. február 1.     | Egyesült Királyság | Nyugat-Európa és Mások                            | -                                                     |
| 1 |                                                          | Trygve Lie (1896–1968)              | 1946. február 2.   | 1952. november 10.   | Norvégia           | Nyugat-Európa és Mások                            | -                                                     |
| 2 |                                                          | Dag Hammarskjöld (1905–1961)        | 1953. április 10.  | 1961. szeptember 18. | Svédország         | Nyugat-Európa és Mások                            | -                                                     |
| 3 |                                                          | U Thant (1909–1974)                 | 1961. november 30. | 1971. december 31.   | Burma              | Ázsia és a Csendes-óceán                          | -                                                     |
| 4 |                                                          | Kurt Waldheim (1918–2007)           | 1972. január 1.    | 1981. december 31.   | Ausztria           | Nyugat-Európa és Mások                            | -                                                     |
| 5 |                                                          | Javier Pérez de Cuéllar (1920–2020) | 1982. január 1.    | 1991. december 31.   | Peru               | Latin-Amerika és a Karib-tenger                   | -                                                     |
| 6 |                                                          | Butrosz Butrosz-Gáli (1922–2016)    | 1992. január 1.    | 1996. december 31.   | Egyiptom           | Afrika                                            | -                                                     |
| 7 |                                                          | Kofi Annan (1938–2018)              | 1997. január 1.    | 2006. december 31.   | Ghána              | Afrika                                            | Louise Fréchette 1998. március 2. - 2006. március 31. |
| 7 | Mark Malloch Brown 2006. április 1. - 2006. december 31. | Kofi Annan (1938–2018)              | 1997. január 1.    | 2006. december 31.   | Ghána              | Afrika                                            |                                                       |
| 8 |                                                          | Pan Gimun (1944–)                   | 2007. január 1.    | 2016. december 31.   | Dél-Korea          | Ázsia és a Csendes-óceán                          | Asha-Rose Migiro 2007. február 1. - 2012. június 31.  |
| 8 | Jan Eliasson 2012. július 1. - 2016. december 31.        | Pan Gimun (1944–)                   | 2007. január 1.    | 2016. december 31.   | Dél-Korea          | Ázsia és a Csendes-óceán                          |                                                       |
| 9 |                                                          | António Guterres (1949–)            | 2017. január 1.    | hivatalban           | Portugália         | Nyugat-Európa és Mások a Ázsia és a Csendes-óceán | Amina J. Mohammed 2017. január 1. - hivatalban        |

| ENSZ csoportok                  | Főtitkárok |
| ------------------------------- | ---------- |
| Nyugat-Európa és mások          | 5          |
| Kelet-Európa                    | 0          |
| Latin-Amerika és a Karib-tenger | 1          |
| Ázsia és a Csendes-óceán        | 3          |
| Afrika                          | 2          |